# Francisco Pérez González
Francisco Pérez González (Frandovínez, 13 gennaio 1947) è un arcivescovo cattolico spagnolo, dal 9 novembre 2023 arcivescovo emerito di Pamplona e vescovo emerito di Tudela.

## Biografia
Francisco Pérez González è nato a Frandovínez il 13 gennaio 1947. Suo padre lavorava per la Red Nacional de los Ferrocarriles Españoles, svolgendo lavori relativi alla costruzione di vagoni ferroviari, mentre sua madre vendeva formaggio. Prima della sua nascita, i suoi genitori si sono trasferiti a Frandovínez insieme con la figlia, la sorella maggiore di monsignor Pérez.

### Formazione e ministero sacerdotale
Ha studiato nel seminario minore e poi in quello maggiore di Burgos dal 1958 al 1970, quando è stato inviato a Roma per studi. Nel 1973 ha conseguito il baccellierato in teologia presso la Pontificia università "San Tommaso d'Aquino". Ha poi conseguito la licenza in teologia dogmatica presso la Pontificia Università di Comillas a Madrid  e nel 1989 ha ottenuto un diploma in orientamento psicologico e relazioni umane all'Istituto di scienze dell'educazione di Barcellona.
Il 21 luglio 1973 è stato ordinato presbitero per l'arcidiocesi di Burgos a Trento. Egli aveva il desiderio era di partire come missionario nello Zaire, ma giorni dieci prima della data prevista per la partenza, una malattia che era già latente glielo ha impedito. In seguito è stato vicario coadiutore della parrocchia di Salas de los Infantes dal 1973 al 1976 e nella parrocchia della Virgen de la Candelaria a Madrid dal 1979 al 1981.
Nel 1981 si è incardinato nell'arcidiocesi di Madrid. Ha prestato servizio come vicario-reggente della parrocchia dell'Incarnazione del Signore a Madrid dal 1982 al 1986. Successivamente è stato nominato formatore nel seminario maggiore di Madrid e poi direttore spirituale dello stesso. È stato responsabile per il diaconato permanente dell'arcidiocesi e ha lavorato come membro del comitato permanente per il diaconato della Conferenza episcopale spagnola. Con la formazione della diocesi di Getafe è diventato direttore spirituale del seminario di Nostra Signora degli Apostoli di quella circoscrizione e del seminario castrense "Giovanni Paolo II" di Madrid.

### Ministero episcopale
Il 16 dicembre 1995 papa Giovanni Paolo II lo ha nominato vescovo di Osma-Soria. Ha ricevuto l'ordinazione episcopale il 6 gennaio successivo nella basilica di San Pietro in Vaticano dallo stesso pontefice co-consacranti gli arcivescovi Giovanni Battista Re, sostituto per gli affari generali della Segreteria di Stato, e Jorge María Mejía, segretario della Congregazione per i vescovi. Ha preso possesso della diocesi l'11 febbraio 1996 con una cerimonia nella concattedrale di Soria.
Nel 1997 la diocesi ha ospitato un'edizione de Las Edades del Hombre, evento organizzato da un'omonima fondazione il cui obiettivo è la diffusione e la promozione dell'arte sacra nella Castiglia e León, che quell'anno aveva per tema "La città dei sei piani".
Durante il suo ministero in diocesi ha avuto l'opportunità di completare i lavori del XVI sinodo diocesano, le cui conclusioni sono state firmate il 27 dicembre 1998. Inoltre ha sviluppato un'intensa attività pastorale e ha avuto l'opportunità di presiedere a vari eventi della Chiesa diocesana.
L'anno giubilare del 2000 è stato caratterizzato da celebrazioni in tutto il territorio. In quell'anno la cattedrale diocesana ha ospitato una mostra sul venerabile Juan de Palafox y Mendoza, nel IV centenario della sua nascita. Nel 2002 la diocesi ha celebrato il 4º centenario della nascita della venerabile suor María de Jesús de Ágreda.
Il 30 ottobre 2003 papa Giovanni Paolo II lo ha nominato ordinario militare per la Spagna. Ha preso possesso dell'ordinariato l'11 dicembre successivo.
Nel suo intenso lavoro da arcivescovo ha visitato le truppe spagnole nei vari luoghi dove svolgevano missioni di pace. Ha anche partecipato alle celebrazioni per il battesimo e la confermazione dei soldati dei vari corpi dell'esercito preparate dai cappellani militari. Ha anche avuto il compito di officiare le esequie dei militari uccisi in missione.
Il 31 luglio 2007 papa Benedetto XVI lo ha nominato arcivescovo metropolita di Pamplona e vescovo di Tudela. Ha preso possesso dell'arcidiocesi il 30 settembre successivo con una cerimonia nella cattedrale di Pamplona. Il 29 giugno 2008 il papa gli ha imposto il pallio, simbolo degli arcivescovi metropoliti, durante una celebrazione svoltasi nella basilica di San Pietro in Vaticano.
Nel febbraio del 2014 ha compiuto la visita ad limina.
In seno alla Conferenza episcopale spagnola è presidente della commissione per le missioni e la cooperazione tra le Chiese dal 14 marzo 2017. In precedenza è stato membro della commissione per il clero, i seminari e le università dal 1996 al 1999, della commissione per le missioni e cooperazione tra le Chiese dal 1999 al 2011 e dal 2014 al 2017, del comitato esecutivo dal 2011 al 2014 e della commissione permanente in rappresentanza della provincia ecclesiastica di Pamplona dal 2016 al 2017. Dal 2001 al 2011 è stato anche direttore nazionale delle Pontificie Opere Missionarie.
Dal 12 febbraio al 17 dicembre 2022 ha ricoperto anche l'ufficio di amministratore apostolico della diocesi di San Sebastián.
Il 9 novembre 2023 papa Francesco ha accolto la sua rinuncia al governo pastorale dell'arcidiocesi per raggiunti limiti di età; gli è succeduto Florencio Roselló Avellanas, fino a quel momento direttore del Dipartimento di pastorale penitenziaria della Conferenza episcopale spagnola. Monsignor Pérez González si è congedato dalle due diocesi con due sante messe tenutesi il 30 dicembre nella cattedrale di Santa Maria a Tudela e il 13 gennaio nella cattedrale di Santa Maria la Reale a Pamplona.

## Genealogia episcopale e successione apostolica
La genealogia episcopale è:
- Cardinale Scipione Rebiba
- Cardinale Giulio Antonio Santori
- Cardinale Girolamo Bernerio, O.P.
- Arcivescovo Galeazzo Sanvitale
- Cardinale Ludovico Ludovisi
- Cardinale Luigi Caetani
- Cardinale Ulderico Carpegna
- Cardinale Paluzzo Paluzzi Altieri degli Albertoni
- Papa Benedetto XIII
- Papa Benedetto XIV
- Papa Clemente XIII
- Cardinale Enrico Benedetto Stuart
- Papa Leone XII
- Cardinale Chiarissimo Falconieri Mellini
- Cardinale Camillo Di Pietro
- Cardinale Mieczysław Halka Ledóchowski
- Cardinale Jan Maurycy Paweł Puzyna de Kosielsko
- Arcivescovo Józef Bilczewski
- Arcivescovo Bolesław Twardowski
- Arcivescovo Eugeniusz Baziak
- Papa Giovanni Paolo II
- Arcivescovo Francisco Pérez González

La successione apostolica è:
- Arcivescovo Juan Antonio Aznárez Cobo (2012)